# Posto di blocco (film)
Posto di blocco è un film del 1945 diretto da Ferruccio Cerio, realizzato durante la RSI.
È conosciuto anche con il titolo alternativo Povera gente

## Produzione
Il film fu girato al Cinevillaggio di Venezia all'inizio del 1945.